# Karlo VI., kralj Francuske
Karlo VI. Ludi (?, 3. prosinca 1368. – Pariz, 21. listopada 1422.) bio je francuski kralj od 1380. do 1422. iz dinastije Valois. Kraljeva je duševna bolest obilježila vladavinu.

## Životopis
Preuranjena smrt Karla V. 1380. godine postavila je na prijestolje Karla VI. — dijete od 12 godina. Od tog trenutka  tijekom cijele vladavine psihički bolesnog kralja Francuska bila je bez efektivne centralne vlasti.
Državna moć iz ruke kralja je tijekom prvih pet godina pobjegla njegovim stričevima koji ju više nisu vratili. Ukidanje regenstva 1388. i nade u bolje sutra su brzo slomljene četiri godine kasnije kada je kralj doživio psihički slom i ponovno postao nesposoban za upravljanjem državom.    
Kakav takav mir sklopljen sa Engleskom, krajem 14. stoljeća, slomio se 1404. godine, to jest početkom francuskog građanskog rata između Vojvode od Burgundije i Vojvode od Orléansa za kontrolu bolesnoga kralja. Kada su se prvobitni uspjesi Burgundije preokrenuli u poraz ona je tražeći pritajeno pomoć strane sile u ovom građanskom ratu odlučila pozvati Engleze priznajući prava Engleske na francusku krunu.
Tek tada, s novim moćnim saveznikom unutar Francuske, Engleska se usudila ponovno poslati kraljevsku vojsku u neprijateljsku zemlju. Bitka kod Agincourta 1415. godine i novi katastrofalni poraz Francuske nisu niti najmanje promijenili vanjskopolitičku situaciju. Prava užasna posljedica dogodila se unutar same države; vojvoda od Burgundije koji nije sudjelovao u ovom ratu postao je najmoćniji čovjek u državi, osoba koja kontrolira Pariz (od 1418.) i kralja.
Pod kontrolom ovog vojvode Karlo VI. 1420. za svog nasljednika proglašava Henrika V., kralja Engleske. Prerana smrt engleskog monarha je na najvišu državnu dužnost Francuske 21. listopada 1422. godine postavila Henrika VI.

## Duševna bolest
Kralj Karlo imao je tešku duševnu bolest, psihotični poremećaj zbog kojeg nije mogao vladati. Zabilježeno je da je Karlo vjerovao da je načinjen od stakla (deluzija stakla) te da nije mogao prepoznati suprugu ili djecu.